# Kilmore (Australië)
Kilmore is een plaats in de Australische deelstaat Victoria en telt 4721 inwoners (2006).